# Tumbach
Der Tumbach ist ein Bach am Albtrauf im Stadtgebiet von Heubach im baden-württembergischen Ostalbkreis. Er ist der mit 2,2 km Lauflänge kürzere rechte und östliche Oberlauf des Klotzbachs.

## Geographie

### Quelle und Verlauf
Der Tumbach – im Dialekt: Daunbach – entspringt etwa 2 km südöstlich der Stadtmitte von Heubach im Ostalbkreis. Er entsteht am Hirschbrunnen, unmittelbar oberhalb der Steigenstraße L 1162 Heubach–Bartholomä an deren Nordserpentine im Waldklingengewann Trögteich auf ungefähr 640 m ü. NHN. Von hier läuft er erst südwestlich, bald schon westlich zu Tale und erreicht schon nach weniger als 400 Metern die Flurgrenze. Nach etwa dem Doppelten dieser Strecke erfährt er von rechts aus dem unteren Nähertal seinen ersten Zufluss, einen kleinen Kerbtalbach, in dessen Verlauf schon am unteren Hangfuß die Gutenbachquelle liegt. Etwa 200 Meter weiter mündet dann von links sein größter Zufluss aus der Teufelsklinge, der ein längeres und tieferes Tal gegraben hat, auf etwas unter 530 m ü. NHN. Auch dieser Wasserlauf wird zuweilen als Ursprung des Tumbach angesehen. Auf seinem restlichen starken Kilometer dreht der Bach mehr und mehr in nordöstliche Richtung, nimmt von rechts noch den Ausfluss einiger rechts dicht an ihm liegender Quellen auf, und mündet dann auf 481,2 m ü. NHN von rechts in den Beurener Bach, der dadurch zum Klotzbach wird, etwa einen Kilometer südsüdwestlich der Stadtmitte von Heubach und zwischen den Spornen des Scheuelbergs im Westen, des Nägelbergs im Süden und des Riedköpfles im Osten.

### Einzugsgebiet
Der Tumbach entwässert einen Teil des Albtraufs südlich von Heubach mit einer Fläche von 2,4 km². Das Gebiet zählt naturräumlich zum Albuch und Härtsfeld. Der mit 766,1 m ü. NHN höchste Punkt ist der Gipfel des Utzenbergs am Ostrand.
Von dort zieht die rechte Wasserscheide an der Nordnordostseite über den Heidenburren und den Hochberg zum Sporn Riedköpfle und steigt von diesem steil ab zum Zusammenfluss mit dem Beurener Bach; das Gebiet außerhalb entwässert auf einem kurzen Anfangsstück zum oberen Rems-Zufluss Lauter, dann meist zum Hirschbach, der in Heubach ebenfalls in den Klotzbach mündet.
Die gegenüberliegende linke Wasserscheide zieht vom Zusammenfluss über den langen Sporn Nägelberg südostwärts, dessen andere Seite vom Beurener Bach und dessen Oberlauf Griesbach entwässert werden. Vom Spornansatz des Nägelbergs bis zum Utzenberg zurück grenzt die südöstliche Wasserscheide über dem Talschluss des Tumbachs an das Einzugsgebiet des Wentals, das letztlich über die Brenz zur Donau entwässert; dieser Abschnitt der Einzugsgebietsgrenze ist deshalb Teil der Europäischen Hauptwasserscheide zwischen Nordsee diesseits und Schwarzem Meer jenseits. Auf der angrenzenden verkarsteten Albfläche setzt der erste offene Wasserlauf in dieser Richtung erst sehr entfernt ein.
Über drei Viertel des Einzugsgebietes sind bewaldet. Offenes Terrain findet sich nur auf dem Talboden und dem untersten Hangfuß sowie auf der Alnbochfläche am Steigenkopf der L 1162. Das Einzugsgebiet des Tumbach gehört ganz zum Heubacher Stadtgebiet. Die Besiedlung beschränkt sich auf das Jägerhaus, ein Einzelhaus neben der L 1162, die an dessen rechtem Hang über die ganze Länge des Tales die Albhöhe erklimmt.

### Zuflüsse
Von der Quelle zur Mündung.
Ursprung des Tumbachs am Hirschbrunnen im Klingengewann Trögteich.
- Gutenbach aus dem unteren Nähertal, von rechts kurz vor der Tumbachquerung eines Feldwegs im Tal, 0,4 km.[LUBW 3] Schon unterhalb einer kleinen Serpentine der L 1162 ins Nähertal hinein liegt im Laufbett die Gutenbachquelle.
- Bach durch die Teufelsklinge, teilweise als Tumbach-Oberlauf angesehen, von rechts unterhalb der fünf Linden am Schafhaus auf 526,9 m ü. NHN[LUBW 2], 0,6 km.[LUBW 3]
- Mehrere Quellen am rechten unteren Hangfuß, zwischen Feldwegfurt und Mündung

Zusammenfluss des Tumbachs von rechts mit dem Beurener Bach nach 2,4 km Laufs etwa einen Kilometer südsüdwestlich von Heubach zum Klotzbach.

## Sehenswürdigkeiten und Bauwerke
- Teufelsklinge, nur zeitweilig schüttende Karstquelle mit Steilwand und Kerbschlucht.

### LUBW
Amtliche Online-Gewässerkarte mit passendem Ausschnitt und den hier benutzten Layern: Lauf und Einzugsgebiet des Tumbachs

Allgemeiner Einstieg ohne Voreinstellungen und Layer: Daten- und Kartendienst der Landesanstalt für Umwelt Baden-Württemberg (LUBW) (Hinweise)
1. ↑  Höhe nach dem Höhenlinienbild auf dem Hintergrundlayer Topographische Karte.
2. 1 2 3  Höhe nach schwarzer Beschriftung auf dem Hintergrundlayer Topographische Karte.
3. 1 2 3 4  Länge nach dem Layer Gewässernetz (AWGN).
4. ↑  Einzugsgebiet nach dem Layer Basiseinzugsgebiet (AWGN).

### Andere Belege
1. ↑  Hansjörg Dongus: Geographische Landesaufnahme: Die naturräumlichen Einheiten auf Blatt 171 Göppingen. Bundesanstalt für Landeskunde, Bad Godesberg 1961. → Online-Karte (PDF; 4,3 MB)